# Jean-Claude Daunat
Jean-Claude Daunat (* 14. September 1945 in Villetoureix; † 26. Dezember 1999 in Pabu) war ein französischer Radrennfahrer.

## Sportliche Laufbahn
Daunat war im Straßenradsport aktiv. Er begann im Verein VC Saint-Aulaye mit dem Radsport. Als Amateur gewann er 1965 eine Etappe der Tour du Béarn. Ein Jahr später gewann er dieses Etappenrennen. Insgesamt brachte er es als Amateur auf 92 Siege.
1966 wurde er Berufsfahrer im Radsportteam Peugeot und blieb bis 1972 als Radprofi aktiv. Im Boucles de l’Aulne 1971 wurde er beim Sieg von Luis Ocaña Dritter und hatte damit sein bestes Profiergebnis. Daunat fuhr ab 1973 wieder als Amateur. 1973 holte er einen Etappensieg in der Tour d’Émeraude, 1975 den Gesamtsieg im Circuit de Bretagne Sud mit zwei Etappensiegen und 1976 das Eintagesrennen Flèche finistérienne.
In seiner Profizeit bestritt er alle Grand Tours.

## Grand-Tour-Platzierungen
| Grand Tour            | 1967 | 1968 | 1969 | 1970 | 1971 | 1972 |
| --------------------- | ---- | ---- | ---- | ---- | ---- | ---- |
| Vuelta a EspañaVuelta | –    | –    | DNF  | –    | –    | –    |
| Giro d’ItaliaGiro     | 62   | DNF  | –    | –    | –    | –    |
| Tour de FranceTour    | –    | –    | –    | 46   | –    | 72   |